# Hymn Sri Lanki
Sri Lanka Matha (syng. ශ්‍රී ලංකා මාතා, tamil. ஸ்ரீ லங்கா தாயே, trb. Sri Lanka Tāyē, tłum. Matko Sri Lanki) – hymn państwowy Sri Lanki, do którego słowa i muzyka zostały napisane przez Ananda Samarakoon w 1940 roku, natomiast został oficjalnie uznany za hymn narodowy 22 listopada 1951 roku.
Początkowo pierwsza linia hymnu wyglądała następująco „Namo namo matha, apa Sri Lanka”.  Ostateczną formę ustalono na początku 1962 roku. Samarakoon popełnił samobójstwo w 1962 prawdopodobnie przez zmianę słów hymnu.

## Tekst hymnu wjęzyku syngaleskim
Sri Lanka Matha, apa Sri Lanka,

Namo Namo Namo Namo Matha.

Sundara siri barini,

Surendi athi Sobamana Lanka

Dhanya dhanaya neka mal pala thuru piri, Jaya bhoomiya ramya.

Apa hata sapa siri setha sadana, jeevanaye Matha!

Piliganu mena apa bhakti pooja,

Namo Namo Matha.

Apa Sri Lanka,

Namo Namo Namo Namo Matha,

apa Sri Lanka, Namo Namo Namo Namo Matha.

Obave apa vidya, Obamaya apa sathya

Obave apa shakti, Apa hada thula bhakti

Oba apa aloke, Aapage anuprane

oba apa jeevana ve, Apa muktiya obave

Nava jeevana demine

Nnithina apa Pubudu karan matha

Gnana veerya vadavamina ragena yanu

mena jaya bhoomi kara

Eka mavekuge daru kala bavina

yamu yamu wee nopama

Prema vada sama bheda durara da Namo Namo Matha

Apa Sri Lanka,

Namo Namo Namo Namo Matha.

Apa Sri Lanka,

Namo Namo Namo Namo Matha!